# Prayer in C
Prayer in C (algo como Oração em Dó em português) é uma canção originalmente cantada pelo duo francês de folk pop Lilly Wood and the Prick, em 31 de maio de 2010, tendo 3 minutos e 10 segundos e sendo composta por Benjamin Cotto e Nili Hadida, e originalmente incluída em seu primeiro álbum de estúdio, Invincible Friends, lançado no mesmo ano. Em 2014, o DJ e produtor alemão Robin Schulz remixou a música que está sendo lançada como single. Esta versão se tornou um hit no topo das listas de europeias. Também está incluída a versão remix no álbum de remixes de Schulz intitulado Prayer, lançado em setembro de 2014.
O remix de Schulz liderou as paradas na Áustria, Alemanha, Suíça, Luxemburgo, França, Holanda, Bélgica (nas regiões de Flandres e Valônia), Grécia, Itália, Hungria, República Checa, Eslováquia, Polônia, Dinamarca, Finlândia, Noruega, Suécia, Portugal, Espanha, Irlanda e Reino Unido. Esta faixa também alcançou o top 10 na Austrália e Nova Zelândia e ficou no Canadá e Estados Unidos também. Em setembro de 2014, Kiesza cantou uma versão cover da canção no BBC Radio 1's Live Lounge.

## Faixas
- Digital download[6]

1. "Prayer in C" (Robin Schulz radio edit) – 3:09

- CD single

1. "Prayer in C" (Robin Schulz radio edit) – 3:09
2. "Prayer in C" (Robin Schulz remix) – 5:22

## Paradas

### Versão original
| Parada (2014) | Melhor posição |
| ------------- | -------------- |
| França (SNEP) | 9              |

### Remix

#### Paradas semanais
| Chart (2014)                                      | Peak position |
| ------------------------------------------------- | ------------- |
| Austrália (ARIA)                                  | 7             |
| Áustria (Ö3 Austria Top 75)                       | 1             |
| Bélgica (Ultratop 50 de Flandres)                 | 1             |
| Bélgica (Ultratop 50 da Valônia)                  | 1             |
| Brasil (Billboard Brasil Hot 100)                 | 27            |
| Brasil Hot Pop Songs                              | 12            |
| Canadá (Canadian Hot 100)                         | 21            |
| Croácia (Airplay Radio Chart)                     | 1             |
| República Checa (Rádio Top 100)                   | 2             |
| Dinamarca (Hitlisten)                             | 1             |
| Europa (Billboard Euro Digital Song Sales)        | 1             |
| Finlândia (Suomen virallinen lista)               | 1             |
| França (SNEP)                                     | 1             |
| O campo songid é OBRIGATÓRIO PARA PARADA ALEMÃ    | 1             |
| Grécia (Billboard)                                | 1             |
| Hungria (Dance Top 40)                            | 1             |
| Hungria (Rádiós Top 40)                           | 1             |
| Hungria (Single Top 40)                           | 1             |
| Israel (Media Forest)                             | 1             |
| Irlanda (IRMA)                                    | 1             |
| Itália (FIMI)                                     | 1             |
| Líbano (The Official Lebanese Top 20)             | 1             |
| Luxemburgo (Billboard)                            | 1             |
| Países Baixos (Dutch Top 40)                      | 1             |
| Países Baixos (Single Top 100)                    | 1             |
| Nova Zelândia (Recorded Music NZ)                 | 5             |
| Noruega (VG-lista)                                | 1             |
| Polónia (Polish Airplay Top 100)                  | 1             |
| Polónia (Dance Top 50)                            | 1             |
| Portugal (Billboard)                              | 1             |
| Roménia (Romanian Top 100)                        | 6             |
| Escócia (Scottish Singles Chart)                  | 1             |
| Eslováquia (Rádio Top 100)                        | 1             |
| Espanha (PROMUSICAE)                              | 1             |
| Suécia (Sverigetopplistan)                        | 1             |
| Suíça (Schweizer Hitparade)                       | 1             |
| Reino Unido (UK Singles Chart)                    | 1             |
| Reino Unido (UK Dance Chart)                      | 1             |
| Estados Unidos (Billboard Hot 100)                | 60            |
| Estados Unidos (Billboard Dance/Electronic Songs) | 6             |
| Estados Unidos (Billboard Mainstream Top 40)      | 23            |

| Parada (2014)                         | Posição |
| ------------------------------------- | ------- |
| Austrália (ARIA)                      | 43      |
| Dinamarca (Tracklisten)               | 11      |
| Bélgica (Ultratop Wallonia)           | 2       |
| Alemanha (Media Control Charts)       | 6       |
| Reino Unido (Official Charts Company) | 22      |